# Kalvtjärnen, Värmland
Kalvtjärnen är en sjö i Karlskoga kommun i Värmland och ingår i Göta älvs huvudavrinningsområde. Sjön är 9 meter djup, har en yta på 0,004 kvadratkilometer och är belägen 182 meter över havet.